# Shingeki no Kyojin (1.ª temporada)
A primeira temporada de Shingeki no Kyojin (進撃の巨人; também conhecido como Attack on Titan), um anime baseado no mangá de mesmo nome escrito e ilustrado por Hajime Isayama, foi produzida pelo Wit Studio em colaboração com o Production I.G e exibida originalmente entre 7 de abril e 28 de setembro de 2013 na emissora japonesa MBS. A história cobre os primeiros 34 capítulos do mangá e narra as aventuras de Eren Yeager e seus amigos Mikasa Ackerman e Armin Arlert, que vivem em uma cidade cercada por três grandes muralhas, que são a única defesa da humanidade contra os "titãs", gigantes que comem humanos. Quando um Titã Colossal rompe a muralha de sua cidade natal, os três se juntam a Divisão de Reconhecimento, um grupo de elite de soldados que lutam contra os titãs, na esperança de recuperar o mundo deles.
A adaptação de Shingeki no Kyojin foi anunciada em dezembro de 2012, após a abertura de um site teaser chamado "project-attack.com". A equipe de produção principal foi composta por Tetsuro Araki como diretor, Tetsuya Kinoshita como produtor, Yasuko Kobayashi como roteirista, Kyoji Asano como designer de personagens e Hiroyuki Sawano como compositor.
Além da exibição no Japão, os serviços de streaming Crunchyroll e Funimation licenciaram a série e a transmitiram internacionalmente com legendas em seus respectivos sites, enquanto a Funimation também disponibilizou uma versão dublada em português brasileiro da série. A Funimation ainda licenciou o anime para lançamento em home video em 2014.
A música-tema de abertura dos primeiros 13 episódios da primeira temporada é "Guren no Yumiya" (紅蓮 の 弓矢), da banda Linked Horizon, enquanto "Utsukushiki Zankoku na Sekai" (美 し き 残酷 な 世界) de Yōko Hikasa é usado como tema de encerramento. A partir do episódio 14, "Jiyū no Tsubasa" (自由 の 翼) da Linked Horizon é usado na abertura, enquanto "great escape" da Cinema Staff é usado no encerramento.

## Dubladores
Esta é a lista de dubladores da temporada.
| Personagens principais - Yūki Kaji como Eren Yeager - Marina Inoue como Armin Arlelt - Yui Ishikawa como Mikasa Ackerman | Personagens recorrentes - Daisuke Ono como Erwin - Hiro Shimono como Conny Springer - Hiroshi Kamiya como Levi - Keiji Fujiwara como Hannes - Kishō Taniyama como Jean Kirschtein - Romi Park como Hanji - Ryota Ohsaka como Marco Bodt - Saki Fujita como Ymir - Shiori Mikami como Christa Renz - Tomohisa Hashizume como Bertholt Hoover - Yoshimasa Hosoya como Reiner Braun - Yu Kobayashi como Sasha Browse - Yu Shimamura como Annie Leonhart |

## Episódios
| N.º geral | N.º temp. | Título em português (Título original) | Dirigido por                                                | Escrito por      | Exibição original      |
| --- | --------- | --- | ----------------------------------------------------------- | ---------------- | ---------------------- |
| 1 | 1         | "Para Você, 2000 Anos no Futuro - A Queda de Shiganshina, Parte 1" Transliteração: "Ni-sen Nen-go no Kimi e -Shiganshina Kanraku (1)-" (em japonês: 二千年後の君へ ―シガンシナ陥落①―)                | Hiroyuki Tanaka Tetsurō Araki                               | Yasuko Kobayashi | 7 de abril de 2013     |
| Por mais de um século, os humanos vivem em assentamentos cercados por três grandes muralhas de 50 metros de altura, chamadas Maria, Rose e Sina, que impedem os titãs, criaturas humanoides gigantes que comem humanos, de entrar. Eren Yeager, do distrito de Shiganshina, na borda externa da Muralha Maria, deseja ver o mundo exterior juntando-se a Divisão de Reconhecimento. Apesar disso, sua irmã adotiva Mikasa Ackermann e sua mãe Carla são contra ele se juntar ao grupo. Seu pai, Grisha, fica impressionado e promete mostrar a ele o que está em seu porão assim que ele retornar de uma viagem. Depois que Eren e Mikasa resgatam seu amigo Armin Arlelt de um grupo de delinquentes, um Titã Colossal de 60 metros aparece de repente e derruba o portão de Shiganshina, permitindo a entrada de titãs menores. Enquanto a cidade entra em pânico, Eren e Mikasa correm de volta para sua casa e encontram Carla presa sob escombros. Quando uma titã sorridente se aproxima deles, Carla implora que fujam, mas eles se recusam até que Hannes, um guarda da cidade, chega e os leva embora enquanto Eren assiste a titã devorar sua mãe. |           | |                                                             |                  |                        |
| 2 | 2         | "Aquele Dia - A Queda de Shiganshina, Parte 2" Transliteração: "Sono Hi -Shiganshina Kanraku (2)-" (em japonês: その日 ―シガンシナ陥落②―)                                                            | Masashi Koizuka                                             | Yasuko Kobayashi | 14 de abril de 2013    |
| Enquanto os moradores de Shiganshina tentam fugir para a parte mais interna da Muralha Maria, os soldados tentam conter os titãs. No entanto, um Titã Blindado rompe o portão, fazendo com as pessoas recuem ainda mais, agora para dentro da Muralha Rose. Algum tempo depois, Eren tem um sonho em que seu pai enlutado lhe dá uma injeção e a chave do seu porão. Durante o ano seguinte, quando uma escassez de alimentos se torna aparente, o governo ordena aos refugiados na Muralha Rose que trabalhem nas fazendas ou lutem para recuperar a Muraralha Maria. Cerca de 250.000 pessoas, 20% da população, optam por lutar, apenas para serem exterminadas pelos titãs. Eren jura vingança e se junta ao exército junto com Mikasa e Armin. |           | |                                                             |                  |                        |
| 3 | 3         | "Uma Luz Tênue em Meio ao Desespero - A Humanidade Revida, Parte 1" Transliteração: "Zetsubō no Naka de Nibuku Hikaru -Jinrui no Saiki (1)-" (em japonês: 絶望の中で鈍く光る ―人類の再起①―)          | Kiyoshi Fukumoto                                            | Hiroshi Seko     | 21 de abril de 2013    |
| Durante seu tempo treinando no 104.º Batalhão de Cadetes, Eren desenvolve uma rivalidade com Jean Kirschtein, que deseja uma posição segura e fácil no Regimento da Polícia Militar dentro dos muros da cidade. Os recrutas treinam em um aparelho de mobilidade omnidirecional, onde precisam se equilibrar enquanto estão suspensos por cabos. Depois que Eren falha no teste, ele pede ajuda a Reiner Braun e Bertholdt Hoover e descobre que os dois também estão entre os poucos que encontraram pessoalmente os titãs. No dia seguinte, Eren se equilibra no aparelho, mas cai, levando o instrutor Keith Sadies a descobrir que o aparelho de Eren estava com defeito. Com o equipamento substituído, Eren consegue se equilibrar sem problemas. |           | |                                                             |                  |                        |
| 4 | 4         | "A Noite da Cerimônia de Encerramento - A Humanidade Revida, Parte 2" Transliteração: "Kaisan Shiki no Yoru -Jinrui no Saiki (2)-" (em japonês: 解散式の夜 ―人類の再起②―)                            | Makoto Bessho                                               | Yasuko Kobayashi | 28 de abril de 2013    |
| Depois de treinar combate corpo a corpo com Reiner e Annie Leonhart, Eren descobre que Jean e vários outros recrutas esperam se juntar a Polícia Militar para evitar ter que lutar contra titãs. No dia da formatura dos cadetes, Eren e Mikasa estão entre os dez primeiros de sua classe. Eles são elegíveis para ingressar no Regimento da Polícia Militar, mas Eren recusa e entra para a Divisão de Reconhecimento, levando Armin e Mikasa a se juntar a ele. Eles são designados para o distrito de Trost, uma das cidades que fica nos limites da Muralha Rose, onde descobrem que outros colegas de classe também se juntaram a Divisão de Reconhecimento. O Titã Colossal aparece novamente e quebra o portão da muralha. Assim que Eren recupera a compostura, ele o ataca. |           | |                                                             |                  |                        |
| 5 | 5         | "Primeira Batalha - A Luta por Trost, Parte 1" Transliteração: "Uijin -Torosuto-ku Kōbōsen (1)-" (em japonês: 初陣 ―トロスト区攻防戦①―)                                                              | Shinpei Ezaki                                               | Hiroshi Seko     | 5 de maio de 2013      |
| O Titã Colossal destrói os canhões da parede e desaparece em uma explosão de vapor antes de Eren conseguir ataca-lo. Enquanto Mikasa ajuda na evacuação dos civis, Eren e Armin fornecem apoio nas linhas de frente contra os titãs invadindo a cidade; para matar um titã, é necessário golpear sua nuca. Enquanto o esquadrão de Eren e Armin ataca, seus companheiros são mortos ou comidos pelos titãs um por um, com o próprio Eren perdendo sua perna esquerda. Enquanto Armin está paralisado de medo, ele é pego por um titã barbado e quase engolido, mas Eren o salva e é engolido em seu lugar. |           | |                                                             |                  |                        |
| 6 | 6         | "O Mundo que a Garota Viu - A Luta por Trost, Parte 2" Transliteração: "Shōjo ga Mita Sekai -Torosuto-ku Kōbōsen (2)-" (em japonês: 少女が見た世界 ―トロスト区攻防戦②―)                              | Tomomi Ikeda                                                | Hiroshi Seko     | 12 de maio de 2013     |
| Depois de matar um titã perto de um dos portões e liberar a passagem bloqueada por um comerciante ganancioso, Mikasa tem um flashback. Um ano antes da queda da Muralha Maria, Mikasa foi alvo de três traficantes de escravos, que assassinaram seus pais. Depois que Grisha e Eren descobriram os cadáveres enquanto faziam uma visita, Eren secretamente rastreou os assassinos em uma cabana próxima e matou dois deles na tentativa de salvar a garota. No entanto, o terceiro apareceu e começou a estrangula-lo. Incentivado por Eren, Mikasa superou seu medo e decidiu matar o terceiro bandido. Depois disso, Mikasa foi convidada para morar com Eren e Grisha. De volta ao presente, Mikasa mata mais titãs e vai ajudar os outros esquadrões a evacuar Trost. |           | |                                                             |                  |                        |
| 7 | 7         | "Lâmina Pequena - A Luta por Trost, Parte 3" Transliteração: "Chiisana Yaiba -Torosuto-ku Kōbōsen (3)-" (em japonês: 小さな刃 ―トロスト区攻防戦③―)                                                   | Yuzuru Tachikawa                                            | Hiroshi Seko     | 19 de maio de 2013     |
| Os esquadrões sobreviventes, incapazes de alcançar as muralhas internas devido a seu equipamento de mobilidade omnidirecional estar com pouco combustível, sentem-se impotentes quando o depósito de suprimentos próximo é invadido por titãs. Mikasa parece imperturbável depois de saber por Armin que todo o seu esquadrão morreu, incluindo Eren. Ela reúne os outros para recuperar o depósito de suprimentos, inspirando-os a se juntar a ela no ataque, mas ela acaba ficando sem gás no ar e cai em um beco. Quando uma titã loira se aproxima de Mikasa, ela se prepara para atacar com sua lâmina quebrada restante, mas um titã misterioso aparece atrás dela e brutalmente mata a outra. Armin e Conny aparecem, chocados ao testemunhar o misterioso titã não apenas lutando contra outros titãs, mas também mostrando conhecimento de seu ponto fraco e usando técnicas de combate corpo a corpo, enquanto ignora completamente os humanos. Armin dá a Mikasa seus tanques de gás e lâminas para que ela possa apoiar os outros no depósito de suprimentos. Ela, no entanto, se recusa a deixá-lo para trás e pondera sobre o comportamento do titã misterioso. |           | |                                                             |                  |                        |
| 8 | 8         | "Posso Escutar seu Coração - A Luta por Trost, Parte 4" Transliteração: "Shinzō no Kodō ga Kikoeru -Torosuto-ku Kōbōsen (4)-" (em japonês: 心臓の鼓動が聞こえる ―トロスト区攻防戦④―)                 | Satonobu Kikuchi Shinpei Ezaki Tatsuma Minamikawa           | Noboru Takagi    | 26 de maio de 2013     |
| Armin tem a ideia de usar o titã misterioso para derrotar os outros titãs no depósito de suprimentos. Eles consegem atrai-lo e ele começa a eliminar os outros titãs, mas sete titãs menores permanecem na área de armazenamento de combustível. Armin elabora outro plano, e enquanto os sobreviventes chamam a atenção dos titãs para um elevador e atiram em seus olhos para cegá-los, outros sete soldados saltam do teto para mata-los. Tendo reposto o combustível com sucesso, os soldados se preparam para recuar. Ao verem o titã misterioso ser derrotado, eles ficam chocados ao ver Eren emergir de seu corpo. Mikasa chega até Eren e chora ao confirmar que ele está vivo, enquanto Armin percebe que os membros decepados de Eren também se regeneraram. |           | |                                                             |                  |                        |
| 9 | 9         | "O Paradeiro do Braço Esquerdo Dele - A Luta por Trost, Parte 5" Transliteração: "Hidariude no Yukue -Torosuto-ku Kōbōsen (5)-" (em japonês: 左腕の行方 ―トロスト区攻防戦⑤―)                         | Yoshiyuki Fujiwara                                          | Yasuko Kobayashi | 2 de junho de 2013     |
| Quando Eren foi comido e engolido pelo titã barbudo, ele se viu em seu estômago junto com os corpos de outras vítimas. Sua raiva contra os titãs o fez emergir para fora do estômago do titã barbudo ao se transformar no titã misterioso, partindo para uma investida contra eles. Embora os companheiros de Eren o tenham visto emergir do titã misterioso, todos eles concordaram em manter isso em segredo e trazê-lo de volta para dentro da Muralha Rose. No entanto, o capitão Kitts também testemunhou isso e fez seus homens mirar suas armas em Eren, enquanto Armin e Mikasa tentam defendê-lo sem sucesso. Quando Kitts ordena que os canhões sejam disparados contra os três, Eren se lembra do sonho estranho com seu pai pedindo para ele retomar a Muralha Maria e visitar o porão de sua antiga casa e então se transforma parcialmente em um titã, abrigando seus amigos dentro de suas costelas. |           | |                                                             |                  |                        |
| 10 | 10        | "Resposta - A Luta por Trost, Parte 6" Transliteração: "Kotaeru -Torosuto-ku Kōbōsen (6)-" (em japonês: 応える ―トロスト区攻防戦⑥―)                                                                  | Hiroyuki Tanaka                                             | Hiroshi Seko     | 9 de junho de 2013     |
| Kitts ordena que os canhões sejam recarregados e Eren apresenta a Armim e Mikasa dois planos de fuga: com ele recuando como um titã e se criminalizando aos olhos da humanidade, ou com Armin convencendo Kitts de que Eren é um trunfo ao invés de um perigo. Armin decide convencer Kitts, mas com o capitão dominado pelo medo, ele dá a ordem para atirar os canhões novamente. O pedido é interrompido quando o comandante Dot Pixis intervem, poupando suas vidas. Em troca, Pixis pergunta a Eren se ele pode se transformar para tapar o buraco na Muralha Rose para evitar que mais titãs entrem. Eren concorda, independentemente dele ser ou não capaz de se controlar como um titã. |           | |                                                             |                  |                        |
| 11 | 11        | "Ídolo - A Luta por Trost, Parte 7" Transliteração: "Gūzō -Torosuto-ku Kōbōsen (7)-" (em japonês: 偶像 ―トロスト区攻防戦⑦―)                                                                          | Kiyoshi Fukumoto                                            | Hiroshi Seko     | 16 de junho de 2013    |
| Quando a moral entre as tropas começa a decair, Pixis os lembra de que se eles abandonarem essa chance de vencerem os titãs, estarão submetendo suas famílias ao terror, o que convence as tropas a permanecerem lutando. Alegando que Eren é o resultado de um projeto secreto para transformar humanos em titãs, Pixis planeja reunir a maioria das tropas em um canto distante do distrito de Trost para atrair a maioria dos titãs enquanto Eren, como um titã, carrega uma pedra gigante para selar o buraco. Junto com Mikasa, Eren será protegido durante a missão por três dos melhores soldados da Guarnição das Muralhas. Ao alcançar a pedra, Eren se transforma em um titã e ataca Mikasa subitamente. |           | |                                                             |                  |                        |
| 12 | 12        | "Ferida - A Luta por Trost, Parte 8" Transliteração: "Kizu -Torosuto-ku Kōbōsen (8)-" (em japonês: 傷 ―トロスト区攻防戦⑧―)                                                                           | Shintaro Itoga                                              | Noboru Takagi    | 23 de junho de 2013    |
| Mikasa tenta conversar com Eren sem sucesso e durante o ataque ele acidentalmente se incapacita e cai no chão. O esquadrão protegendo Eren envia um sinalizador vermelho para indicar que o plano falhou. Enquanto Armin se dirige a Eren para investigar, o esquadrão de elite discute e eventualmente concorda em proteger Eren ao invés de abandoná-lo, ainda reconhecendo-o como um valioso ativo militar. Durante a operação, Jean é separado de Connie e Annie após seu equipamento de mobilidade omnidirecional quebrar, forçando-o a se esconder de dois titãs em um edifício. Armin alcança o Eren inconsciente e crava sua espada no braço esquerdo dele, o que o desperta brevemente. |           | |                                                             |                  |                        |
| 13 | 13        | "Desejo Primordial - A Luta por Trost, Parte 9" Transliteração: "Genshoteki Yokkyū -Torosuto-ku Kōbōsen (9)-" (em japonês: 原初的欲求 ―トロスト区攻防戦⑨―)                                           | Masashi Koizuka                                             | Noboru Takagi    | 30 de junho de 2013    |
| Jean consegue adquirir outro equipamento de mobilidade omnidirecional de um soldado morto e escapa graças a Annie, Connie e Marco Bott distraindo os titãs. Eren retoma o controle e carrega a pedra em direção ao portão e consegue fecha-lo enquanto é protegido pelos outros soldados. Quando Armin tenta retirar Eren de seu corpo de titã, eles são encurralados por dois titãs, mas o capitão Levi da Divisão de Reconhecimento os salva a tempo. Todos os titãs restantes nos distritos de Trost são eliminados, exceto dois, que são capturados para pesquisa. Eren é acorrentado em uma cela guardada pela Polícia Militar, onde é visitado por Levi e o comandante Erwin Smith. Depois de ouvir sua história e as razões para querer os titãs mortos, Levi permite que Eren se junte ao seu esquadrão sob seu comando, embora seja avisado que ele o mataria pessoalmente se traísse o esquadrão ou perdesse o controle novamente. |           | |                                                             |                  |                        |
| 13.5 | 13.5      | "Desde Aquele Dia" Transliteração: "Ano Hi kara" (em japonês: あの日から) | Hiroyuki Tanaka                                             | —                | 7 de julho de 2013     |
| Este é um episódio de recapitulação dos eventos dos primeiros treze episódios. |           | |                                                             |                  |                        |
| 14 | 14        | "Ainda Não Posso Olhar em Seus Olhos - Véspera do Contra-ataque, Parte 1" Transliteração: "Mada Me o Mirenai -Hangeki Zen'ya (1)-" (em japonês: まだ目を見れない ―反撃前夜①―)                        | Keisuke Onishi Shinpei Ezaki                                | Yasuko Kobayashi | 14 de julho de 2013    |
| Eren é levado a um tribunal militar para ser julgado pelo Comandante-Chefe Dhalis Zachary, que vai decidir se ele será entregue a Polícia Militar ou a Divisão de Reconhecimento, ambos os quais têm seus próprios motivos para desejá-lo. A Polícia Militar quer que Eren seja morto pois ele é visto como uma ameaça, enquanto a Divisão de Reconhecimento quer usá-lo para retomar a Muralha Maria. Eren fica furioso ao ouvir um comerciante acusando Mikasa de também ser uma titã e chama a Polícia Militar e seus apoiadores de covardes. Levi espanca Eren em retaliação, mas ele não se transforma em um titã. Levi usa isso para mostrar ao tribunal que a Divisão de Reconhecimento pode controlar Eren, e propõe que ele se torne parte de seu esquadrão. No final, Zachary dá Eren para a Divisão de Reconhecimento, onde Erwin e Hange Zoë o recebem. |           | |                                                             |                  |                        |
| 15 | 15        | "Esquadrão de Operações Especiais - Véspera do Contra-ataque, Parte 2" Transliteração: "Tokubetsu Sakusen-han -Hangeki Zen'ya (2)-" (em japonês: 特別作戦班 ―反撃前夜②―)                             | Kiyoshi Fukumoto                                            | Hiroshi Seko     | 21 de julho de 2013    |
| Levi e seu Esquadrão de Operações Especiais levam Eren para o antigo quartel-general da Divisão de Reconhecimento, onde ele aprenderá a controlar seus poderes de titã sob sua supervisão. Enquanto isso, Erwin e Miche Zacharius discutem os novos recrutas que se juntaram a Divisão de Reconhecimento e como eles devem provar a utilidade de Eren para o Comando Militar dentro de um mês. Hange pede a Eren para ajudá-la em seus experimentos com os dois titãs capturados, que ela chamou de Sawney e Beane. Hange tem uma obsessão por titãs e os trata como pessoas apesar das muitas vezes que ela se coloca em perigo. É revelado que os titãs precisam da luz solar para sobreviver e seus corpos são desproporcionalmente leves, apesar de seu tamanho. No dia seguinte, a Divisão de Reconhecimento descobre que Sawney e Beane foram mortos. Enquanto Hange lamenta por eles, a Divisão deduz que o culpado é um soldado que escapou usando seu equipamento de mobilidade omnidirecional. |           | |                                                             |                  |                        |
| 16 | 16        | "O Que Precisa Ser Feito Agora - Véspera do Contra-Ataque, Parte 3" Transliteração: "Ima, Nani o Subeki ka -Hangeki Zen'ya (3)-" (em japonês: 今、何をすべきか ―反撃前夜③―)                          | Keisuke Onishi Yasushi Muroya                               | Yasuko Kobayashi | 28 de julho de 2013    |
| O 104.º Batalhão de Cadetes é recebido por Erwin na Cerimônia de Decisão, onde ele diz que o objetivo da expedição da Divisão de Reconhecimento no mês seguinte é recuperar o distrito de Shiganshina e encontrar o segredo escondido no porão da casa de Eren. Depois de contar aos recrutas sobre a alta taxa de mortalidade da Divisão de Reconhecimento durante cada expedição, Erwin os diz que eles podem ficar e se juntar a eles ou partir para se juntar as outras polícias. A maioria dos recrutas vai embora, mas Jean fica na divisão em homenagem a morte Marco junto com Mikasa, Armin, Reiner, Bertholdt, Conny, Sasha, Christa e Ymir, apesar de seus medos. Com tudo pronto, a Divisão de Reconhecimento inicia sua 57.ª expedição além das muralhas. |           | |                                                             |                  |                        |
| 17 | 17        | "Titã Fêmea - 57a. Missão de Reconhecimento Exterior, Parte 1" Transliteração: "Megata no Kyojin -Dai Gojū-Nana Kai Hekigai Chōsa (1)-" (em japonês: 女型の巨人 ―第57回壁外調査①―)                   | Daisuke Tokudo Masashi Koizuka                              | Hiroshi Seko     | 4 de agosto de 2013    |
| Conforme a divisão se espalha em formação, o esquadrão de Armin é atacado por uma titã fêmea em alta velocidade. O corpo dela resiste às lâminas de Armim e ela é inteligente o suficiente para matar seus superiores facilmente. A titã fêmea captura Armin, mas depois de tirar seu capuz e ver seu rosto, ela o deixa vivo e continua correndo. Armin se encontra com Reiner e Jean, que informam que seu grupo no flanco direito foi dizimado. Armim então percebe que a titã fêmea é possivelmente outro titã inteligente como Eren. Quando os três dão locais conflitantes para onde Eren está na formação, eles percebem que o alvo da titã fêmea é Eren e que eles devem pará-la. Evitando suas tentativas fracassadas de ataque, ela os deixa e se dirige ao grupo central. |           | |                                                             |                  |                        |
| 18 | 18        | "Floresta de Árvores Gigantes - 57a. Missão de Reconhecimento Exterior, Parte 2" Transliteração: "Kyodaiju no Mori -Dai Gojū-Nana Kai Hekigai Chōsa (2)-" (em japonês: 巨大樹の森 ―第57回壁外調査②―) | Hiroyuki Tanaka Shin Wakabayashi                            | Hiroshi Seko     | 11 de agosto de 2013   |
| Armin, Reiner e Jean ficam com apenas um cavalo após seu encontro com a titã fêmea, mas logo são salvos por Christa. Eles aguardam a ordem de retirada, mas para sua surpresa, descobrem que a operação continua, embora em uma direção diferente. Enquanto isso, a notícia chega ao grupo central sobre a aniquilação de seu flanco direito pela titã fêmea, enquanto ela continua causando estragos. Toda a formação logo alcança a Floresta das Árvores Gigantes com apenas a linha central entrando, enquanto o resto defende a floresta dos titãs. Eren percebe que algo está errado quando seu time não tem ideia de quais são as ordens de Erwin e o que Levi está fazendo. Enquanto a titã fêmea os persegue, o esquadrão espera desesperadamente o comando de Levi para atacar, mas ele diz para taparem os ouvidos enquanto dispara sua pistola sinalizadora. |           | |                                                             |                  |                        |
| 19 | 19        | "A Mordida - 57a. Missão de Reconhecimento Exterior, Parte 3" Transliteração: "Kamitsuku -Dai Gojū-Nana Kai Hekigai Chōsa (3)-" (em japonês: 噛み付く ―第57回壁外調査③―)                             | Kiyoshi Fukumoto Tomomi Ikeda                               | Noboru Takagi    | 18 de agosto de 2013   |
| Levi dispara uma granada de ruído e diz ao esquadrão para continuar avançando. Conforme a retaguarda é morta pela titã fêmea, Eren implora ao esquadrão para deixá-lo lutar, mas eles dizem a ele para confiar na decisão de Levi. Ele se lembra de quando foi incapaz de se transformar em um titã para fins experimentais na frente de Hange, Levi e seu time. Durante uma pausa, quando ele tentou pegar uma colher de chá, Eren repentinamente se transformou parcialmente, levando Hange a deduzir que Eren é capaz de se transformar em um titã não apenas ao se ferir, mas também devido ao seu desejo de cumprir seus objetivos. O esquadrão pede desculpas a Eren e diz a ele que deveriam confiar um no outro. Lembrando disso, Eren decide confiar no plano de seu time. É então revelado que o esquadrão de Levi é uma isca para atrair a titã fêmea para uma emboscada, onde Erwin e seus homens disparam centenas de ganchos para prendê-la. Levi deixa sua equipe para se encontrar com Erwin para determinar a identidade da titã. |           | |                                                             |                  |                        |
| 20 | 20        | "Erwin Smith - 57a. Missão de Reconhecimento Exterior, Parte 4" Transliteração: "Eruvin Sumisu -Dai Gojū-Nana Kai Hekigai Chōsa (4)" (em japonês: エルヴィン・スミス ―第57回壁外調査④―)              | Shintaro Itoga                                              | Yasuko Kobayashi | 25 de agosto de 2013   |
| Com a titã fêmea contida, Erwin e Levi tentam averiguar sua identidade sem sucesso, pois ela é capaz de cristalizar sua pele para evitar que eles cortem sua nuca. Levi provoca a titã, levando-a a dar um grito alto que atrai todos os titãs nas proximidades em sua direção. Apesar da tentativa da Divisão de Reconhecimento de pará-los, os titãs os ignoram e comem o corpo da titã fêmea em um frenesi, que faz Erwin cancelar a expedição. No entanto, sem nenhuma confirmação de que o humano dentro também foi comido pelos titãs, Erwin ordena que Levi se reagrupe com seu esquadrão. Enquanto isso, o humano, disfarçado como um membro encapuzado da Divisão de Reconhecimento, ataca o esquadrão de Levi. |           | |                                                             |                  |                        |
| 21 | 21        | "Golpe Esmagador - 57a. Missão de Reconhecimento Exterior, Parte 5" Transliteração: "Tettsui -Dai Gojū-Nana Kai Hekigai Chōsa (5)-" (em japonês: 鉄槌 ―第57回壁外調査⑤―)                             | Hiroyuki Tanaka Yasushi Muroya                              | Noboru Takagi    | 1 de setembro de 2013  |
| Enquanto a titã fêmea persegue o esquadrão de Levi, Armin teoriza que o humano é alguém que viu Eren se transformar durante a invasão do distrito de Trost. Eren quer se transformar em um titã, mas o esquadrão diz a ele para confiar em suas habilidades e seguir em frente. Vendo seus companheiros serem mortos, Eren se transforma em titã, mas acaba derrotado pela titã fêmea, que engole seu corpo humano. Mikasa tenta para-la, mas sem sucesso. Mais tarde, ela é acompanhada por Levi, que diz a ela para manter distância, pois a titã está ficando cansada. |           | |                                                             |                  |                        |
| 22 | 22        | "Os Derrotados - 57a. Missão de Reconhecimento Exterior, Parte 6" Transliteração: "Haisha-tachi -Dai Gojū-Nana Kai Hekigai Chōsa (6)-" (em japonês: 敗者達 ―第57回壁外調査⑥―)                        | Makoto Bessho Shinpei Ezaki                                 | Noboru Takagi    | 8 de setembro de 2013  |
| Mikasa e Levi conseguem resgatar Eren de dentro da boca da titã fêmea a muito custo, deixando-a gravemente ferida contra uma árvore. A Divisão de Reconhecimento recupera os cadáveres de seus aliados mortos, mas no caminho de volta para a cidade, eles são perseguidos por dois titãs, um dos quais é morto por Mikasa. Eles ultrapassam o outro titã depois que Levi relutantemente ordena para descartar alguns dos cadáveres a fim de aliviar a carga do vagão. Dentro da Muralha Sina, os habitantes da cidade não apenas repreendem a inépcia da Divisão de Reconhecimento, mas também ficam furiosos e chateados com Erwin pelo fracasso da missão e as baixas sofridas. Como resultado da expedição fracassada, Erwin e seus subordinados são convocados para a capital, onde a decisão final sobre a custódia de Eren será tomada. |           | |                                                             |                  |                        |
| 23 | 23        | "Sorriso - Ataque a Stohess, Parte 1" Transliteração: "Hohoemi -Sutohesu-ku Kyūshū (1)-" (em japonês: 微笑み ―ストヘス区急襲①―)                                                                      | Hirokazu Yamada                                             | Hiroshi Seko     | 15 de setembro de 2013 |
| Annie, agora na Polícia Militar, sonha com seu pai a treinando. No distrito de Stohess, a Polícia Militar recebe ordens de escoltar o comboio da Divisão de Reconhecimento assim que eles entrarem na capital. Depois que o comboio entra em Stohess, Annie é secretamente chamada por Armin, que implora por sua ajuda, pois ele está ajudando Eren a escapar da capital, e quem está no comboio é na verdade Jean disfarçado. Embora relutante no começo, Annie concorda quando Armin diz que acredita que ela é uma boa pessoa. Armin leva Eren, Mikasa e Annie para um túnel, mas Annie se recusa a entrar. Armin finalmente revela sua suspeita de que Annie é a titã fêmea, observando que ela usou o equipamento de mobilidade omnidirecional de um de seus colegas mortos em Trost para assassinar Sawney e Beane e que a titã fêmea não o matou durante a 57ª expedição. Depois que Eren e Armin imploram a Annie para provar que estão errados, ela ri e logo se transforma usando a ponta cortante de seu anel. |           | |                                                             |                  |                        |
| 24 | 24        | "Piedade - Ataque a Stohess, Parte 2" Transliteração: "Jihi -Sutohesu-ku Kyūshū (2)-" (em japonês: 慈悲 ―ストヘス区急襲②―)                                                                           | Akitoshi Yokoyama Hiroyuki Tanaka                           | Yasuko Kobayashi | 22 de setembro de 2013 |
| Poucos dias antes de Eren ser escoltado para a capital, Erwin e Armin lhe contam sobre o plano para capturar Annie. De volta ao presente, Eren, Mikasa e Armin conseguem escapar do colapso do túnel onde estavam enquanto são caçados por Annie como a titã fêmea. Eren tenta se transformar, mas não consegue, e Mikasa suspeita que seus sentimentos por Annie o estão impedindo de fazer isso e ele acaba sendo soterrado. Mikasa e o resto da Divisão de Reconhecimento distraem e tentam capturar Annie, enquanto Armin e Jean tentam libertar Eren dos escombros. Armin diz a Eren que ele tem que lutar com Annie, pois qualquer um que se recusa a se sacrificar nunca pode mudar nada. Enquanto Eren pensa sobre o que Armin disse, ele se lembra de seu ódio pela titã sorridente que matou sua mãe e finalmente se transforma em um titã e ataca Annie furioso, destruindo uma catedral. |           | |                                                             |                  |                        |
| 25 | 25        | "Muralha - Ataque a Stohess, Parte 3" Transliteração: "Kabe -Sutohesu-ku Kyūshū (3)-" (em japonês: 壁 ―ストヘス区急襲③―)                                                                             | Daisuke Tokudo Masashi Koizuka Shintarō Itoga Tetsurō Araki | Yasuko Kobayashi | 29 de setembro de 2013 |
| Dentro da catedral, um grupo de fiéis é esmagado, deixando o sacerdote sobrevivente pasmo. Eren e Annie lutam entre si em suas formas de titã por toda Stohess, causando destruição e mortes de civis. Erwin, que assume a responsabilidade pelos danos que seu plano causou, é preso pelo comandante Nile Dawk da Polícia Militar, que é ordenada a ajudar na evacuação os civis. Depois de trocar vários golpes, Annie é derrotada por Eren e tenta escapar escalando a Muralha Sina, mas Mikasa corta os dedos dela e a faz cair. Eren se prepara para comer Annie, mas Levi o impede, pois Annie deve ser capturada viva para interrogatório. Annie é vista chorando e seu corpo começa a se envolver em cristal antes que ela se recupere na forma humana. Erwin comparece a um inquérito do governo para limpar seu nome, explicando que ele manteve seus planos em segredo para evitar vazamentos, apesar das baixas durante seus planos. Seu novo plano é encontrar titãs inteligentes e usá-los para lançar um contra-ataque contra os titãs. Eren fica na Divisão de Reconhecimento, e Annie, que está em coma dentro do cristal, é colocada sob a custódia da divisão. No epílogo, um pedaço da Muralha Sina se desfaz, revelando o rosto de um titã dentro da parede. |           | |                                                             |                  |                        |

## Produção e exibição
Produzido pelo Wit Studio e dirigido por Tetsurō Araki, Shingeki no Kyojin foi transmitido na MBS TV entre 7 de abril e 29 de setembro de 2013. O anime teve alguns problemas de produção e houve a necessidade de contratar mais animadores, de modo que o designer de personagens do Wit Studios, Kyoji Asano, precisou tuitar procurando animadores disponíveis para trabalhar na série.
Tanto Funimation como Crunchyroll transmitiram a série com legendas em seus respectivos sites. Uma dublagem em português brasileiro foi feita pela Funimation no estúdio Dubrasil. A Funimation também licenciou o anime para lançamento em home video em 2014.
O episódio final foi exibido nos cinemas japoneses. A temporada foi compilada em dois filmes com nova dublagem do mesmo elenco. O primeiro, Attack on Titan – Part 1: Crimson Bow and Arrow (「進撃の巨人」前編～紅蓮の弓矢～, Shingeki no Kyojin Zenpen ~Guren no Yumiya~) cobre os primeiros 13 episódios e foi lançado em 22 de novembro de 2014, enquanto o segundo filme, Attack on Titan – Part 2: Wings of Freedom (「進撃の巨人」後編～自由の翼～, Shingeki no Kyojin Kōhen ~Jiyū no Tsubasa~) adapta os episódios restantes e adiciona novas cenas de abertura e final. Foi lançado em 27 de junho de 2015. Uma retransmissão da primeira temporada foi ao ar a partir de 9 de janeiro de 2016 no canal BS Premium da NHK. Os filmes de compilação também foram transmitidos em janeiro de 2017 na MBS.

## Música
A música-tema de abertura dos primeiros 13 episódios da primeira temporada é "Guren no Yumiya" (紅蓮 の 弓矢), da banda Linked Horizon, enquanto "Utsukushiki Zankoku na Sekai" (美 し き 残酷 な 世界) de Yōko Hikasa é usado como tema de encerramento. A partir do episódio 14, "Jiyū no Tsubasa" (自由 の 翼) da Linked Horizon é usado na abertura, enquanto "great escape" da Cinema Staff é usado no encerramento.  "Guren no Yumiya" e "Jiyū no Tsubasa" foram lançados como parte do single "Jiyū e no Shingeki" em 10 de julho de 2013,  que vendeu mais de 100 mil cópias em sua primeira semana de vendas.
A trilha sonora da série foi composta por Hiroyuki Sawano, e o primeiro CD foi lançado em 28 de junho de 2013 pela Pony Canyon. O primeiro CD contém 16 faixas, com 6 faixas vocais apresentando performances de Mika Kobayashi, mpi, Cyua, Aimee Blackschleger e CASG O segundo CD contendo a outra metade da trilha sonora foi lançado em 16 de outubro de 2013, como bônus oferecido com a quarta edição limitada dos volumes em Blu-ray e DVD da temporada.

### Lista de faixas
Todas as músicas foram compostas por Hiroyuki Sawano.
Todas as músicas compostas por Hiroyuki Sawano.
| Trilha sonora de Shingeki no Kyojin |                                                                    |                     |         |  |
| N.º                                 | Título                                                             | Artista(s)          | Duração |  |
| 1.                                  | "ət'æk 0N tάɪtn" (attack ON titan)                                 | Mika Kobayashi      | 4:17    |  |
| 2.                                  | "The Reluctant Heroes"                                             | mpi                 | 4:27    |  |
| 3.                                  | "eye-water"                                                        |                     | 3:01    |  |
| 4.                                  | "立body機motion" (Rittai Kidou; "Three-Dimensional Maneuver")      |                     | 5:43    |  |
| 5.                                  | "cóunter・attàck-m'ænkάɪnd" (counter.attack-mankind)               |                     | 6:07    |  |
| 6.                                  | "army⇒G♂" (army ATTACK)                                            |                     | 3:26    |  |
| 7.                                  | "Vogel im Käfig" ("Bird in a Cage")                                | Cyua                | 6:20    |  |
| 8.                                  | "DOA"                                                              | Aimee Blackschleger | 3:26    |  |
| 9.                                  | "凸】♀】♂】←巨人" (Kyojin Shinkou; "Titan Invasion")               |                     | 4:21    |  |
| 10.                                 | "E・M・A"                                                          |                     | 5:43    |  |
| 11.                                 | "巨♀～9地区" (Megata Kyojin Kuchiku; "Female Titan Extermination") |                     | 5:15    |  |
| 12.                                 | "Bauklötze" ("Building Blocks")                                    | Mika Kobayashi      | 3:56    |  |
| 13.                                 | "2chi城" (Nichijou; "Daily Life")                                  |                     | 6:48    |  |
| 14.                                 | "XL-TT"                                                            |                     | 6:37    |  |
| 15.                                 | "Call your name"                                                   | mpi CASG            | 4:28    |  |
| 16.                                 | "omake-pfadlib"                                                    |                     | 3:32    |  |
| Duração total:                      | Duração total:                                                     | Duração total:      | 1:17:27 |  |

## Home media

### Lançamento no Japão
| Volume | Volume | Episódios               | Data de lançamento  | Ref.   |
| ------ | ------ | ----------------------- | ------------------- | ------ |
|        | 1      | 1-2                     | 17 de julho de 2013 | [ 51 ] |
| 2      | 3-4    | 21 de agosto de 2013    | [ 52 ]              |        |
| 3      | 5-7    | 18 de setembo de 2013   | [ 53 ]              |        |
| 4      | 8-10   | 16 de outubro de 2013   | [ 54 ]              |        |
| 5      | 11-13  | 20 de novembro de 2013  | [ 55 ]              |        |
| 6      | 14-16  | 18 de dezembro de 2013  | [ 56 ]              |        |
| 7      | 17-19  | 15 de janeiro de 2014   | [ 57 ]              |        |
| 8      | 20-22  | 19 de fevereiro de 2014 | [ 58 ]              |        |
| 9      | 23-25  | 19 de março de 2014     | [ 59 ]              |        |

## Recepção
Carl Kimlinger do Anime News Network criticou fortemente os dois primeiros episódios da adaptação em anime, dizendo que não o considera uma boa série. Kimlinger criticou a direção de Araki, dizendo que ele "pretende claramente que o clima seja poderoso e perturbador, mas é apenas bruto e desagradável". Por outro lado, os outros críticos do Anime News Network elogiaram muito a série. Rebecca Silverman disse que "ao mesmo tempo que é maravilhoso, tem um visual terrível", e transmite "um terror que te faz querer fechar os olhos e ao mesmo tempo abri-los por curiosidade para descobrir o que irá acontecer". Embora que existam várias obras fictícias de ação apocalíptica, Carlo Santos notou que "poucos conseguem chegar tão perto da perfeição como Shingeki no Kyojin". Santos o descreveu como "uma obra prima de morte e destruição" mesmo que tenha assistido apenas o primeiro episódio. Theron Martin elogiou a trilha sonora e o "intenso, e impactante primeiro episódio" apesar da sensação de que o anime tem uma "animação limitada".

### Vendas e premiações
O anime ganhou vários prêmios durante a terceira edição do Newtype Anime Awards, incluindo os prêmios de Melhor Diretor, Melhor Roteiro, Melhor Trilha Sonora, Melhor Personagem Feminino pela personagem Mikasa e o Título do Ano. Recebeu também o prêmio de Melhor Animação da TV em 2013 no Animation Kobe Awards.[carece de fontes?] No Tokyo Anime Award, o anime ganhou o prêmio de Animação do Ano de 2014, junto com, Melhor Diretor, Melhor Roteiro e Melhor Música. E ganhou também o prêmio de Conteúdo Digital do Ano de 2013 do Japão na décima nona edição anual do Association of Media in Digital (AMD) Awards. Os DVDs e Blu-rays da série venderam muito bem no Japão, os primeiros volumes tanto dos DVDs e dos discos Blu-rays ficaram em primeiro lugar na primeira semana de comercialização. Os outros oito volumes quando lançaram também de ambos ficaram nas primeiras posições no ranking de vendas.